# Anders Skytt
Anders Nielsen Schytte (cirka 1583 i 
Smaarup (Smørup) Præstegaard i Jylland-1631) var en dansk stærstikker og medicinsk doktor. Han var den første danske øjenkirurg og enkedronning Sophies hofmedikus på Nykøbing Slot.
Skytte rejste udenlands og blev 1608 Dr.med. i Basel, var 1610 i Paris og blev 1614 livlæge havde Ganonicatet Furland. Både Anders Skytte og hans hustru døde af pest 1631.
Et billede af Anders Skytte findes i Klosterkirken i Nykøbing Falster.